# Dewis-Nunatak
Der Dewis-Nunatak (spanisch Nunatak Dewis) ist ein Nunatak an der Oskar-II.-Küste des Grahamlands auf der Antarktischen Halbinsel. Er ragt unmittelbar neben dem Bell-Nunatak in einer Gruppe von Nunatakkern am nordöstlichen Ende der Jason-Halbinsel auf.
Argentinische Wissenschaftler benannten ihn. Der weitere Benennungshintergrund ist nicht hinterlegt.